# Amphithoides mahafalensis
Amphithoides mahafalensis är en kräftdjursart. Amphithoides mahafalensis ingår i släktet Amphithoides och familjen Ampithoidae. Inga underarter finns listade i Catalogue of Life.